# محمد الأمين بن محمد الخضر بن مايأبى
محمد الأمين بن محمد الخضر (1905-1990) الوزير والسفير محمد الأمين بن محمد الخضر الشنقيطي (1905م - 1990.01.13م )
معروف في الأردن باسم محمد أمين الشنقيطي من مشاهير الشناقطة الذين دخلوا التاريخ من أوسع أبوابه بعلمه وعمله فقد طافت سمعته بلاد المشرق العربي خصوصا في منطقة الحجاز وفي الأردن التي عمل فيها قاضيا للقضاة ووزيرا للتعليم ثم سفيرا .

## حياته
هو محمد الأمين بن محمد الخضر بن سيدي عبد الله بن سيدي أحمد الملقب مايأبى ينتمي إلى عشيرة تجكانت التي جمعت بين العلم والزعامة في بلاد الشناقطة في المغرب العربي وتعرف اليوم بالجمهورية الإسلامية الموريتانية
ولد في شرق موريتانيا في حاضرة أهله تگبة وأمه هي الأميرة فاطمة بنت عثمان بن بكار بن اسويد أحمد رحمها الله التي توفيت أثناء هجرة أبيه وأعمامه بعيد دخول فرنسا لبلاد الشناقطة وبعد معركة النيملان الشهيرة.
نشأ في حضن أبيه محمد الخضر الشنقيطي الذي طارت بصيته الركبان وتعلم عليه كبار علماء المغرب والمشرق، فأخذ منه وتربى على يديه في حضن المكرمات ودخل الفضائل من كل باب وتابع تفوقه والغرف من منابعه حتى فاق أقرانه بالإضافة إلى ذلك فقد انتظم في مدرسة الفلاح في مكة المكرمة وفي الأزهر الشريف وحصل على عدة إجازات في علوم الشرع.
عايش الشيخ محمد الأمين مع والده التغيرات السياسية التي تلت ذلك في المنطقة والتي كان من نتائجها سيطرة آل سعود على الحجاز ، وخروج الهاشميين منه وقرار أبيه مرافقة الملك عبد الله الأول بن الحسين إلى شرق الأردن . حيث بقي قريبا من الملك حتى بعد وفاة والده رحم الله الجميع وترقى في الوظائف السامية.

## وظائف
تولى في البداية وظائف كانت لها صلة مباشرة بالقدس وبالمسجد الأقصى، فكان الشنقيطي الوحيد الذي تولى
-أوقاف القدس 
- رئاسة لجنة إعادة إعمار قبة الصخرة المشرفة بالمسجد الأقصى.
-أشرف على المعهد الديني ببيت المقدس الذي بني بتوجيهاته.
وفضلا عن هذه الوظائف فقد تولى كذلك:
- منصب قاضي للقضاة في الأردن.
- مفتي لإمارة شرق الأردن.
-رئيس هيئة العلماء
- عضو في مجلس النواب
- عضو في مجلس الأعيان بالأردن
- وزيرا للمعارف
- سفير للمملكة الأردنية الهاشمية في السعودية واليمن مقيما في مدينة جدة .
كان شديد الولاء للهاشميين وقويا في الدفاع عن أهمية استمرار حكمهم، شديد الغيرة على قيم عرشهم وفضائله في فترة عرفت بانتشار كثيف للحركات الثورية والقومية المشرق العربي وقد كان حاضرا في القدس إلى جانب الملك عبد الله الأول بن الحسين يوم اغتياله ويذكر أحمد الخليل، الذي كان حاكماً إدارياً للقدس سنة 1951، أن الشيخ محمد الأمين هو أول من وصل إلى الملك لحظة سقوطه، ووضع رأسه في حضنه، ثم وصل د. شوكت الساطي، قبل أن ينضمّ الخليل إليهما وينقلوا الشهيد إلى مستشفى الهوسبيس القريب من المسجد» رحم الله الجميع.
كان الشيخ محمد الأمين ينبوع أفكار، وصاحب قلم سيال، وأسلوب أخاذ، قوي الحجة، جزل العبارة أول شنقيطي تعرفه كتابة المقالات الحديثة في كبرى المجلات مثل الرسالة المصرية، وهدي الإسلام، فقد كان يكتب فيها مع كبار الكتاب مثل عباس محمود العقاد ، والشيخ على الطنطاوي وغيرهم من عمالقة الحرف.
وكان الشيخ محمد الأمين عابدا قواما لليل بكاء في قيامه غزير العبرة طويل الفكرة
وصفه بعض من عرفه عن قرب بأنه أسد في النهار راهب باليل.

## وفاته
ظلّ الشيخ الشنقيطي في منصبه سفيراً حتى العام 1977، ثم قرر بإرادته التقاعد والاستقرار في السعودية التي احتضنت والده من قبل، وفيها نشأ ودرجَ أولى خطواته في سلّم الحياة، لذلك شعر بالارتياح لعودته إلى مسقط رأسه، قريباً من الحرم النبوي الشريف، ما مكّنه من الانقطاع للعبادة والاستزادة من العلوم الدينية. وقد حصل في نفس الفترة على الجنسية السعودية في نفس الفترة بناء على قرار ملكي من الملك خالد رحم الله جميعا.
استقرّ الشيخ في المدينة المنورة بعد تقاعده، وأقام فيها حتى توفّاه الله في 16 ـ 6 ـ 1410هـ - 13 ـ 1 ـ 1990 م ودُفن في البقيع حيث دفن والده. أوصى بثلث ماله للفقراء، وقد مثّل رحيلُه خسارةً كبرى لوطنه وأمّته، ونعاه كبار الشخصيات السياسية والدبلوماسية والدينية.